# Nieheimer Käse
Nieheimer Käse is een vetarme zuremelkkaas afkomstig uit Nieheim in Westfalen. Het is een lokale specialiteit die sedert het begin van de 19e eeuw wordt bereid volgens een traditioneel recept. De kaas wordt bereid uit gedroogde wrongel van zure, magere koemelk. De melk moet niet uit Nieheim afkomstig zijn. De droge wrongel wordt vermalen en in rijpingsvaten gedurende 3 tot 5 dagen gerijpt; daardoor krijgt hij een gelige kleur. Bij het rijpen worden er geen bacteriënculturen toegevoegd. Vervolgens voegt men er wat keukenzout en eventueel karwijzaadjes aan toe, mengt de massa gelijkmatig en vormt er rollen van met een diameter van 4 tot 4,5 cm die in cilindrische stukjes worden versneden met een breedte van 2 tot 2,5 cm. De kazen kunnen ingepakt worden in hopbladeren.
De consistentie van Nieheimer Käse varieert; soms kan de kaas gesneden worden, soms is hij nog droger en kan hij geraspt worden. Dit hangt af van de rijpingsduur: hoe langer de rijping, hoe lager het vochtgehalte. De kaas heeft een pikante smaak met een min of meer uitgesproken karwijtoets.
Nieheimer Käse is sedert 2010 een beschermde geografische aanduiding (BGA) in de Europese Unie.